# Americas Society
The Americas Society es una organización dedicada a la educación, el debate y el diálogo sobre las Américas. Está ubicado en 680 Park Avenue en el Upper East Side de Manhattan y fue establecido por David Rockefeller en 1965.
La Americas Society promueve la comprensión de los problemas económicos, políticos y sociales que enfrentan América Latina, el Caribe y Canadá; su misión es "aumentar la conciencia pública y la apreciación del diverso patrimonio cultural de las Américas y la importancia de la relación interamericana".

## Edificio

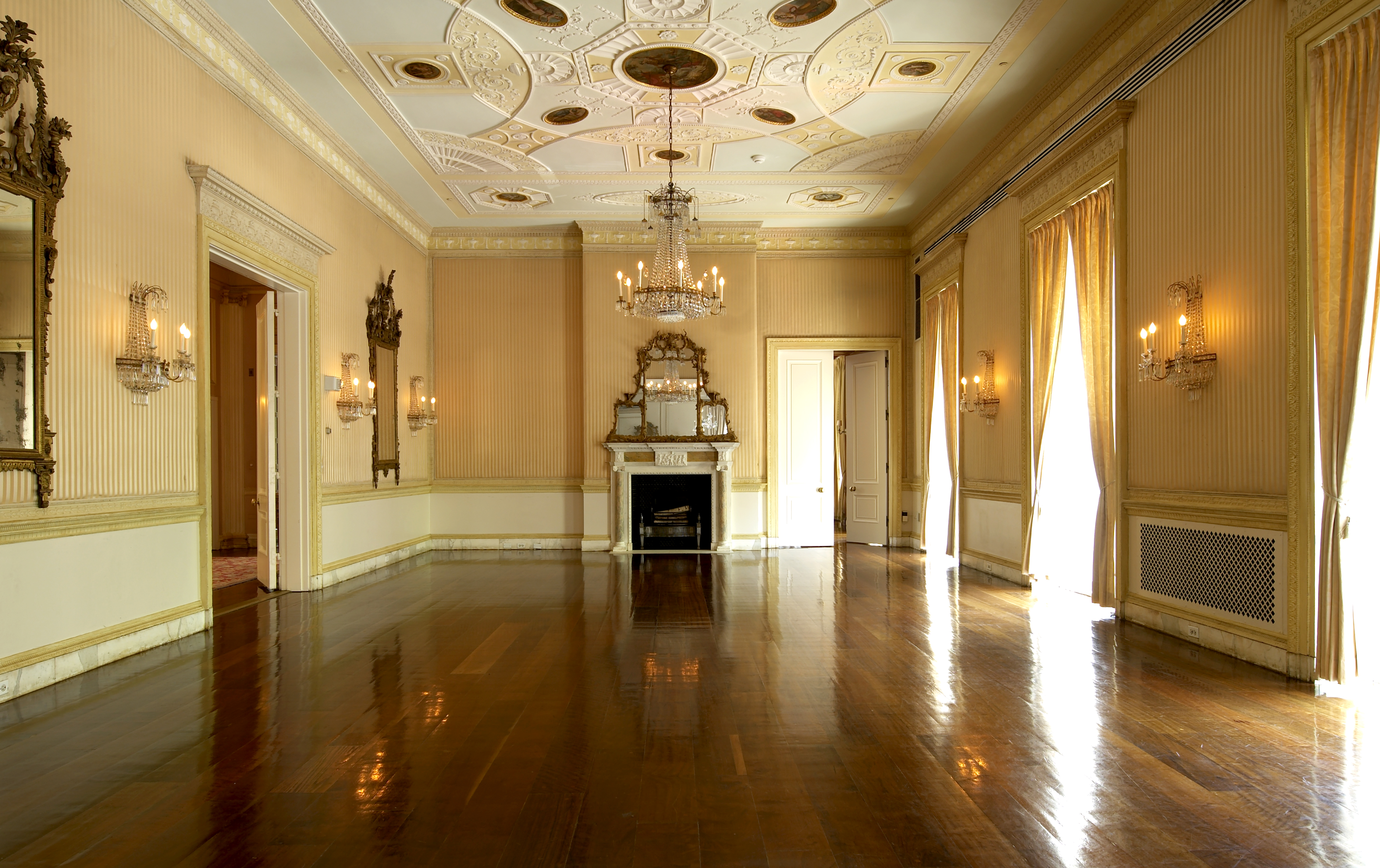
Salón Simón Bolívar

El edificio de la Americas Society figura en el Registro Nacional de Lugares Históricos. El edificio fue anteriormente la Casa Percy Rivington Pyne antes de servir como la Misión Soviética ante las Naciones Unidas hasta su uso actual.
Junto con los edificios vecinos del Instituto Español Reina Sofía y el Consulado General de Italia, la casa constituye uno de los pocos conjuntos arquitectónicos unificados que quedan en Park Avenue. El Centro de Relaciones Interamericanas sería posteriormente absorbido por Americas Society en 1985.

## Actividades
La Americas Society organiza entrevistas, discursos, podcasts, exposiciones, lecturas y actuaciones musicales en su sede e informa sobre actualizaciones del Congreso y eventos locales. La Americas Society produce MetLife Music of the Americas (serie de conciertos) para mostrar la diversidad de estilos y géneros musicales en las Américas. El ciclo de conciertos se lleva a cabo en la sede de la Sociedad.
La Americas Society, junto con el Council of the Americas, produce la publicación Americas Quarterly, una revista de políticas para el hemisferio occidental. La Americas Society también publicó Review: Literature and Arts of the Americas, fundada en 1968. Review es una revista en inglés sobre literatura de América Latina, el Caribe y Canadá. La revisión también ayudó a respaldar la primera traducción al inglés de Cien años de soledad de Gabriel García Márquez, así como otras traducciones.